# Vlajka Americké Samoy

Vlajka Americké Samoy
Poměr stran: 1:2

Vlajka Americké Samoy, nezačleněného území Spojených států amerických, je tvořena listem o poměru stran 1:2 se třemi trojúhelníky, dva jsou pravoúhlé a jeden rovnoramenný, ve kterém je vyobrazený symbol orla. Pravý úhel prvního trojúhelníku je v levém horním rohu vlajky, přepona tohoto trojúhelníku tvoří jedno rameno rovnoramenného trojúhelníka, který má červené lemování a jeho vrchol je ve středu levé strany vlajky. Druhý pravoúhlý trojúhelník je otočený opačně, jeho přepona tvoří druhé rameno rovnoramenného trojúhelníku. V rovnoramenném trojúhelníku, na pravé straně je vyobrazený orel, držící v pařátech  tradiční symboly moci domorodých vůdců Samoy.
Orel symbolizuje přátelství mezi Spojenými státy a Americkou Samoou.

## Historie
Vlajka byla oficiálně uznaná 24. dubna 1960.